# NGC 887
NGC 887 (również PGC 8868) – galaktyka spiralna z poprzeczką (SBc), znajdująca się w gwiazdozbiorze Wieloryba. Odkrył ją William Herschel 30 grudnia 1785 roku.